# Tramway de Sintra
Le  tramway de Sintra relie la ville de Sintra, au Portugal à la ville de  Praia das Maçãs située sur la côte atlantique.

## Histoire
La ligne est mise en service partiellement le 31 mars 1904 et totalement le 10 juillet suivant.